# Éder János (tanár)
Éder János (Csongrád, 1853. július 31. – Szeged, 1923. április 30.) okleveles középiskolai tanár, polgári iskolai igazgató, lapszerkesztő, pártmunkás.

## Élete
Éder István és Csemeghy Karolina fiaként született. Középiskoláit a hódmezővásárhelyi református líceumban végezte; felsőbb iskoláit a selmecbányai magyar királyi erdészeti akadémián és a budapesti egyetem bölcseleti karánál. 1883-ban tanári vizsgát tett és az 1883-84. iskolai év közben a csongrádi államilag segélyezett, községi polgári fiúiskola helyettes tanára lett egészen 1913-ig, 1884. szeptember 14-én ugyanott segédtanárrá neveztetett ki, az 1887-88. tanévtől pedig mint rendes tanár a természetrajzot, földrajzot és vegytant tanította. 1913-tól 1919-ig ugyanitt mint igazgató működött. 1919-ben tagja volt a vármegyei direktóriumnak, március 25-től a csongrádi forradalmi törvényszéknek az elnöke volt, ezért 1921-ben 10 hónapi fogházbüntetésre ítélték. 1919. április 24-től a Szocialista Párt elnöke volt. 1923. április 30-án, a szegedi belgyógyászati klinikán hunyt el érelmeszesedés következtében. Felesége Csernus Erzsébet volt.
Programmértekezései a csongrádi állami segély., községi polgári fiúiskola Értesítőjében (1884. A gabona-rozsda és gabonaüszög fejlődése, 1886. Néhány szó a vasról és a nevezetesebb vas-ásványokról. 1887. Az állatok szaporodásának módjai.)
Szerkesztette a Tiszavidéket 1890-ben és a Csongrádi Lapot 1891. február 8-tól 1915-ös megszűnéséig Csongrádon.